# ライトフィールドカメラ

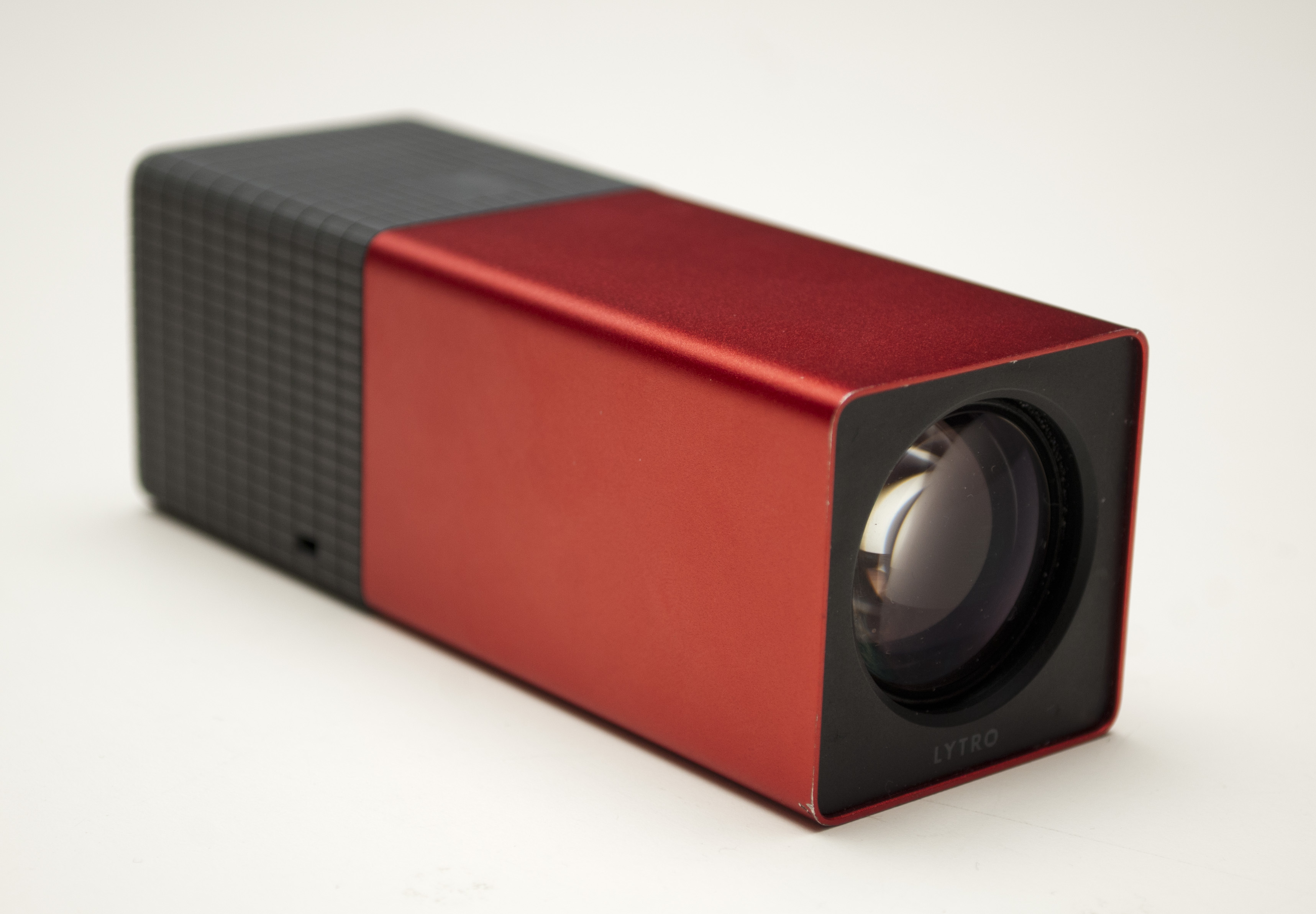
Lytro

ライトフィールドカメラは、ライトフィールドを記録するカメラ。

## 概要
従来のデジタルカメラとは異なり、昆虫の複眼のような素子構成になっている。実際には撮像素子の前面に多数の微小なレンズの集合体であるマイクロレンズアレイが配置され、複数の画素であたかも1台のカメラであるかのように機能することで光線の明暗だけでなく、光線の入射方向に関する情報を記録する。それにより、画像処理することにより撮影後に焦点を変えた画像や立体画像を得ることが可能になる。合焦が不要な画期的なカメラで測域センサとしても使用できるため、一時期は普及するかに見えたが、実際には限定的な状態に留まり、Lytro社は新規の開発を終了した。

## 製品
Lytroが代表的な製品だったが、同社は既に新規の開発を終了している。

## 論文
- Kanade, T., Saito, H., Vedula, S. (1998). "The 3D Room: Digitizing Time-Varying 3D Events by Synchronized Multiple Video Streams", Tech report CMU-RI-TR-98-34, December 1998.
- Levoy, M. (2002). Stanford Spherical Gantry.
- Yang, J.C., Everett, M., Buehler, C., McMillan, L. (2002). "A Real-Time Distributed Light Field Camera", Proc. Eurographics Rendering Workshop 2002.
- Ng, R., Levoy, M., Brédif, M., Duval, G., Horowitz, M., Hanrahan, P. (2005). "Light Field Photography with a Hand-Held Plenoptic Camera", Stanford Tech Report CTSR 2005-02, April, 2005.
- Wilburn, B., Joshi, N., Vaish, V., Talvala, E., Antunez, E., Barth, A., Adams, A., Levoy, M., Horowitz, M. (2005). "High Performance Imaging Using Large Camera Arrays", ACM Transactions on Graphics (Proc. SIGGRAPH), Vol. 24, No. 3, pp. 765–776.
- Vaish, Vaibhav, et al. "Using plane+ parallax for calibrating dense camera arrays." Computer Vision and Pattern Recognition, 2004. CVPR 2004. Proceedings of the 2004 IEEE Computer Society Conference on. Vol. 1. IEEE, 2004.
- Ng, Ren, et al. "Light field photography with a hand-held plenoptic camera." Computer Science Technical Report CSTR 2.11 (2005): 1-11.
- Levoy, M., Ng, R., Adams, A., Footer, M., Horowitz, M. (2006). "Light Field Microscopy", ACM Transactions on Graphics (Proc. SIGGRAPH), Vol. 25, No. 3.
- 蚊野浩. "非接触 3 次元計測技術とライトフィールドカメラ—カメラにおける測距・AF との関係—." 画像電子学会誌 43.4 (2014): 612-616.
- 遠藤優,  涌波光喜, 下馬場朋禄 ほか、「ライトフィールドカメラを用いた計算機合成ホログラムの光学再生(立体映像における人間工学的研究,及び立体映像技術一般)」 『映像情報メディア学会技術報告』 39.10巻 2015年, doi:10.11485/itetr.39.10.0_33、映像情報メディア学会
- 小池崇文、「ライトフィールドカメラ&ディスプレイ」 『映像情報メディア学会誌』 2017年 71巻 1号 p.36-40, doi:10.3169/itej.71.36
- 遠藤優、「ライトフィールドカメラおよび圧縮センシングを用いたホログラフィに関する研究」 千葉大学, 2017. 学位論文
- 西浦裕美, et al. "レンズレスライトフィールドカメラにおけるリアルタイム現像処理の開発 (電子部品・材料)." 電子情報通信学会技術研究報告 信学技報 117.224 (2017): 33-38.